# GT Challenge at VIR 2023
Navigation
Édition précédente Édition suivante
Le GT Challenge at VIR 2023 (officiellement appelé 2023 Michelin GT Challenge at VIR) a été une course de voitures de sport organisée sur le Virginia International Raceway à Alton en Virginie, aux États-Unis qui s'est déroulée du 25 août 2023 au 27 août 2023. Il s'agissait de la neuvième manche du championnat WeatherTech SportsCar Championship 2023 et seules les catégories GTD Pro et GTD de voitures du championnat ont participé à la course.

## Course

### Classement de la course
Voici le classement officiel au terme de la course.
- Les vainqueurs de chaque catégorie sont signalés par un fond jauni.

| Pos     | Classe  | no | Écurie                                      | Pilotes                                | Châssis                                 | Tours | Temps               |
| ------- | ------- | -- | ------------------------------------------- | -------------------------------------- | --------------------------------------- | ----- | ------------------- |
| Pos     | Classe  | no | Écurie                                      | Pilotes                                | Moteur                                  | Tours | Temps               |
| 1       | GTD Pro | 3  | Corvette Racing                             | Antonio García Jordan Taylor           | Chevrolet Corvette C8.R GTD             | 81    | 2 h 41 min 28 s 719 |
| 1       | GTD Pro | 3  | Corvette Racing                             | Antonio García Jordan Taylor           | Chevrolet 5,5 L V8 Atmo                 | 81    | 2 h 41 min 28 s 719 |
| 2       | GTD Pro | 14 | Vasser Sullivan                             | Ben Barnicoat Jack Hawksworth          | Lexus RC F GT3                          | 81    | + 2 s 068           |
| 2       | GTD Pro | 14 | Vasser Sullivan                             | Ben Barnicoat Jack Hawksworth          | Toyota 2UR 5,0 L V8 Atmo                | 81    | + 2 s 068           |
| 3       | GTD     | 1  | Paul Miller Racing                          | Bryan Sellers Madison Snow             | BMW M4 GT3                              | 81    | + 17 s 261          |
| 3       | GTD     | 1  | Paul Miller Racing                          | Bryan Sellers Madison Snow             | BMW S58B30T0 3,0 L i6 M TwinPower Turbo | 81    | + 17 s 261          |
| 4       | GTD     | 96 | Turner Motorsport                           | Robby Foley Patrick Gallagher (en)     | BMW M4 GT3                              | 81    | + 29 s 448          |
| 4       | GTD     | 96 | Turner Motorsport                           | Robby Foley Patrick Gallagher (en)     | BMW S58B30T0 3,0 L i6 M TwinPower Turbo | 81    | + 29 s 448          |
| 5       | GTD     | 57 | Winward Racing                              | Russell Ward (en) Philip Ellis         | Mercedes-AMG GT3 Evo                    | 81    | + 33 s 223          |
| 5       | GTD     | 57 | Winward Racing                              | Russell Ward (en) Philip Ellis         | Mercedes-Benz M159 6,2 L V8 Atmo        | 81    | + 33 s 223          |
| 6       | GTD     | 97 | Turner Motorsport                           | Bill Auberlen Chandler Hull            | BMW M4 GT3                              | 81    | + 38 s 346          |
| 6       | GTD     | 97 | Turner Motorsport                           | Bill Auberlen Chandler Hull            | BMW S58B30T0 3,0 L i6 M TwinPower Turbo | 81    | + 38 s 346          |
| 7       | GTD     | 12 | Vasser Sullivan                             | Frankie Montecalvo Aaron Telitz        | Lexus RC F GT3                          | 81    | + 43 s 073          |
| 7       | GTD     | 12 | Vasser Sullivan                             | Frankie Montecalvo Aaron Telitz        | Toyota 2UR 5,0 L V8 Atmo                | 81    | + 43 s 073          |
| 8       | GTD     | 80 | AO Racing Team                              | P.J. Hyett (en) Sebastian Priaulx (en) | Porsche 911 GT3 R                       | 81    | + 44 s 575          |
| 8       | GTD     | 80 | AO Racing Team                              | P.J. Hyett (en) Sebastian Priaulx (en) | Porsche 4,2 L Flat Six Atmo             | 81    | + 44 s 575          |
| 9       | GTD     | 70 | Inception Racing                            | Brendan Iribe Frederik Schandorff      | McLaren 720S GT3 Evo                    | 81    | + 48 s 144          |
| 9       | GTD     | 70 | Inception Racing                            | Brendan Iribe Frederik Schandorff      | McLaren M840T 4,0 l V8 Bi-Turbo         | 81    | + 48 s 144          |
| 10      | GTD     | 91 | Kelly-Moss with Riley                       | Kay van Berlo Alan Metni (en)          | Porsche 911 GT3 R                       | 81    | + 50 s 818          |
| 10      | GTD     | 91 | Kelly-Moss with Riley                       | Kay van Berlo Alan Metni (en)          | Porsche 4,2 L Flat Six Atmo             | 81    | + 50 s 818          |
| 11      | GTD     | 77 | Wright Motorsports                          | Alan Brynjolfsson Trent Hindman        | Porsche 911 GT3 R                       | 81    | + 58 s 899          |
| 11      | GTD     | 77 | Wright Motorsports                          | Alan Brynjolfsson Trent Hindman        | Porsche 4,2 L Flat Six Atmo             | 81    | + 58 s 899          |
| 12      | GTD Pro | 9  | Pfaff Motorsports                           | Klaus Bachler Patrick Pilet            | Porsche 911 GT3 R                       | 81    | + 1 min 03 s 366    |
| 12      | GTD Pro | 9  | Pfaff Motorsports                           | Klaus Bachler Patrick Pilet            | Porsche 4,2 L Flat Six Atmo             | 81    | + 1 min 03 s 366    |
| 13      | GTD     | 66 | Gradient Racing                             | Katherine Legge Sheena Monk            | Acura NSX GT3 Evo22                     | 81    | + 1 min 05 s 530    |
| 13      | GTD     | 66 | Gradient Racing                             | Katherine Legge Sheena Monk            | Acura 3,5 L V6 Turbo                    | 81    | + 1 min 05 s 530    |
| 14      | GTD     | 32 | Team Korthoff Motorsports                   | Mikaël Grenier Mike Skeen (en)         | Mercedes-AMG GT3 Evo                    | 81    | + 1 min 15 s 565    |
| 14      | GTD     | 32 | Team Korthoff Motorsports                   | Mikaël Grenier Mike Skeen (en)         | Mercedes-Benz M159 6,2 L V8 Atmo        | 81    | + 1 min 15 s 565    |
| 15      | GTD Pro | 23 | Heart of Racing Team                        | Ross Gunn (en) Alex Riberas            | Aston Martin Vantage AMR GT3            | 81    | + 1 min 19 s 046    |
| 15      | GTD Pro | 23 | Heart of Racing Team                        | Ross Gunn (en) Alex Riberas            | Aston Martin 4,0 L V8 Turbo             | 81    | + 1 min 19 s 046    |
| 16      | GTD     | 27 | Heart of Racing Team                        | Roman De Angelis (en) Marco Sørensen   | Aston Martin Vantage AMR GT3            | 81    | + 1 min 38 s 403    |
| 16      | GTD     | 27 | Heart of Racing Team                        | Roman De Angelis (en) Marco Sørensen   | Aston Martin 4,0 L V8 Turbo             | 81    | + 1 min 38 s 403    |
| 17      | GTD Pro | 79 | WeatherTech Racing                          | Jules Gounon Daniel Juncadella         | Mercedes-AMG GT3 Evo                    | 79    | + 2 tours           |
| 17      | GTD Pro | 79 | WeatherTech Racing                          | Jules Gounon Daniel Juncadella         | Mercedes-Benz M159 6,2 L V8 Atmo        | 79    | + 2 tours           |
| 18 Abd. | GTD     | 78 | Forte Racing Powered by US RaceTronics (en) | Misha Goikhberg Loris Spinelli (pl)    | Lamborghini Huracán GT3 Evo 2           | 28    | Sortie de piste     |
| 18 Abd. | GTD     | 78 | Forte Racing Powered by US RaceTronics (en) | Misha Goikhberg Loris Spinelli (pl)    | Lamborghini 5,2 L V10 Atmo              | 28    | Sortie de piste     |
| 19 Abd. | GTD     | 92 | Kelly-Moss with Riley                       | David Brule Alec Udell (en)            | Porsche 911 GT3 R                       | 4     | Sortie de piste     |
| 19 Abd. | GTD     | 92 | Kelly-Moss with Riley                       | David Brule Alec Udell (en)            | Porsche 4,2 L Flat Six Atmo             | 4     | Sortie de piste     |

## Pole position et record du tour
- Pole position :  Jack Hawksworth (#14 Vasser Sullivan) en 1 min 44 s 780
- Meilleur tour en course :  Ben Barnicoat (#14 Vasser Sullivan)  en 1 min 44 s 916

## Tours en tête
- no 14 Lexus RC F GT3 - Vasser Sullivan :  39 tours (1-26 / 36-48)[2]
- no 1 BMW M4 GT3 - Paul Miller Racing :  9 tours (27-35)
- no 3 Chevrolet Corvette C8.R GTD - Corvette Racing :  33 tours (49-81)

## À noter
- Longueur du circuit : 3,27 miles
- Distance parcourue par les vainqueurs : 264,87 miles